# تاكورو ياجيما
تاكورو ياجيما (باليابانية: 矢島 卓郎) (28 مارس 1984 في شيغا في اليابان – )؛ هو لاعب كرة قدم ياباني سابق كان يلعب كمهاجم.

## وصلات خارجية
- تاكورو ياجيما على موقع رابطة كرة القدم اليابانية للمحترفين (اليابانية)
- تاكورو ياجيما على موقع قاعدة بيانات كرة القدم.إي يو (الإنجليزية)
- تاكورو ياجيما على موقع Soccerway.com (الإنجليزية)
- تاكورو ياجيما على موقع عالم كرة القدم.نت (الإنجليزية)
- تاكورو ياجيما على موقع كووورة